# John Rudd
John William Rudd (DeRidder, 7 agosto 1955) è un ex cestista statunitense, professionista nella NBA.

## Carriera
Venne selezionato dai New York Knicks al secondo giro del Draft NBA 1978 (32ª scelta assoluta).